# Sergiu Klainerman

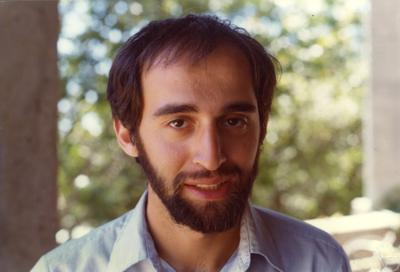
Sergiu Klainerman

Sergiu Klainerman (ur. 13 maja 1950 w Bukareszcie) – rumuńsko-amerykański matematyk, od 1987 profesor Uniwersytetu Princeton. Zajmuje się równaniami różniczkowymi cząstkowymi i ogólną teorią względności.

## Życiorys
W latach 1969–74 studiował na Uniwersytecie Bukareszteńskim. Stopień doktora uzyskał w 1978 w New York University, promotorem doktoratu byli Fritz John i Louis Nirenberg.
Na początku kariery pracował na Uniwersytecie Kalifornijskim w Berkeley i New York University, a od 1987 jest profesorem Uniwersytetu Princeton.
Swoje prace publikował m.in. w najbardziej prestiżowych czasopismach matematycznych świata: „Annals of Mathematics”, „Journal of the American Mathematical Society”, „Inventiones Mathematicae" i „Acta Mathematica”. Jest lub był redaktorem m.in. „American Journal of Mathematics”, „Annals of Mathematics” i „Publications mathématiques de l'IHÉS”.
W 1983 roku wygłosił wykład sekcyjny na Międzynarodowym Kongresie Matematyków w Warszawie. Był też jednym z głównych prelegentów m.in. w 1991 na International Congress on Mathematical Physics i w 2019 na Dynamics, Equations and Applications (DEA 2019). Członek National Academy of Sciences i American Academy of Arts and Sciences, członek zagraniczny Francuskiej Akademii Nauk.  W 1999 otrzymał Bôcher Memorial Prize.
Wypromował ponad 20 doktorów m.in. Gustavo Ponce.